# Diederimyces
Diederimyces is een geslacht van korstmossen dat behoort tot de familie Verrucariaceae van de ascomyceten. De typesoort is Diederimyces fuscideae. De naam van het geslacht werd voor het eerst geldig gepubliceerd in 1995 door Javier Angel Etayo Salazar.

## Soorten
Volgens Index Fungorum telt het geslacht twee soorten (peildatum februari 2022):
| Soortnaam                | Auteur(s) | Publicatiejaar |
| ------------------------ | --------- | -------------- |
| Diederimyces fuscideae   | Etayo     | 1995           |
| Diederimyces microsporus | Etayo     | 2008           |